# Oddíl sálové cyklistiky TJ Pankrác
Oddíl sálové cyklistiky TJ Pankrác je sportovní oddíl provozující disciplíny sálové cyklistiky tj. kolovou a krasojízdu.

## Historie klubu
Oddíl sálové cyklistiky TJ Pankrác navazuje na tradice cyklistického klubu I. KČV Nusle - Pankrác založeného v roce 1899, který se ale zpočátku zabýval silniční cyklistikou a cykloturistikou. Krasojízda a kolová se mezi činnostmi klubu objevuje až ve dvacátých letech 20. století, tedy v době, kdy klub pěstuje veškerá cyklistická odvětví. V Bořkově ulici tehdy klub užíval letní hřiště, kolovnu a klubovnu a pořádal řadu významných silničních závodů. Kolová a krasojízda se začala nejvíce prosazovat až během okupace.
Od roku 1945 byl klub pořadatelem řady mezinárodních závodů v kolové, v roce 1948 spolupořadatelem mistrovství světa. V padesátých letech změnil klub několikrát název (Sokol Pankrác c. o., Alba Pankrác, Spartak Stalingrad Pankrác).
Roku 1969 byla z důvodu výstavby pražského metra zbourána tělocvična u kostela svatého Pankráce, což klub nutilo trénovat i ve velmi vzdálených destinacích (např. Vlašim, Roudnice nad Labem). V roce 1983 ale byla dokončena nová domovská sportovní hala v Lomnického ulici v Praze 4. Od roku 1991 pak klub spadá pod organizaci TJ Pankrác.

## Úspěšní členové klubu
- Václav Balšán - vrchař, světový rekordman ve sportovní chůzi a mistr sportu
- Alois Rameš ml. - Silniční cyklistika, V roce 1936 reprezentoval Československo na olympijských hrách v Berlíně.
- František Sedláček a Bohumil Daneš - mistři světa v kolové 1948
- Jan Krištůfek - mistr republiky a 4x bronzový medailista na mistrovství světa v krasojízdě (16 startů na MS)
- Dana Růžičková - mistryně republiky a bronzová medailistka na mistrovství Evropy v krasojízdě
- Jana Sladovníková - mistryně republiky a bronzová medailistka na mistrovství Evropy v krasojízdě
- Jan Řasa - mistr republiky v krasojízdě, 9 startů na MS
- Tereza Beránková, Dana Beránková, Veronika Holubová, Lucie Vachková - čtveřice žen - 6. místo na MS 2010
- Tereza Beránková, Veronika Holubová, Tereza Holubová, Dana Mejsnarová - čtveřice žen - 4. místo na MS 2012